# 松岡卓弥
松岡 卓弥（まつおか たくや、1989年8月1日 - ）は、日本の歌手・タレント・俳優。兵庫県神戸市出身。秋元康プロデュースによるユニットMATSURI のメンバー。
アキヤマ・オフィス、ベンヌを経て、2013年4月からケイダッシュグループのアワーソングスクリエイティブに所属。2018年3月に同事務所から退所。
2010年にサーターアンダギーのメンバーとして芸能界デビューを果たし、2013年のグループ解散後にソロ歌手デビュー。2014年よりボーカルユニット・コタクラの一員としても活動した。
身長172cm、体重54kg。O型。

## 来歴・人物
オーディション番組『歌スタ!!』に出演するなど、10代の頃から歌手を目指して様々なオーディションに積極的に応募していた。高校生のときにジャニーズ事務所の面接を受け、短期間だが同事務所のダンスレッスンに通っていた経験があることを明かしている。憧れのアーティストはEXILE・コブクロなどで、『歌スタ!!』ではコブクロの「風見鶏」「手紙」を歌っている。
2009年に行われた『クイズ!ヘキサゴンII』主催の「ヘキサゴンで歌いたい人オーディション2009」に応募し、決勝に進出。10月31日の「ヘキサゴンファミリーコンサート2009」昼公演中に行われた決勝戦で、コブクロの「STAY」を歌唱し、応募総数1万1354通の中からグランプリを獲得。サーターアンダギーのファーストコンサートツアーで、同楽曲を再び披露している。
2010年2月10日、山田親太朗、森公平（結成当時、新選組リアンのリーダーでもあった）とともに音楽ユニット・サーターアンダギーを結成し、シングル「ヤンバルクイナが飛んだ」でデビュー。新選組リアンと同じアキヤマ・オフィス所属となり、同年4月22日付で自身のブログがオフィシャルブログになる。10月から行われた新選組リアンのコンサートツアー『上京物語』では、スペシャルゲストとして全ての公演に出演する。
当初『ヘキサゴンII』にはサーターアンダギーの楽曲披露時のみ出演していたが、2011年3月2日放送分にてクイズ解答者として初出演。以降、同年9月28日放送分の最終回まで隔週で解答者として出演した。
2012年からは俳優として単独で舞台に出演するようになり、それに伴う単独でのトークイベントやインターネット番組出演なども多くなった。
同年8月、JOYのデュエットパートナーを選ぶ「コラボレーションパートナー プレミアムオーディション」で優勝、9月に配信シングル「長い間」（Kiroroのカバー曲）を発表する。12月にアキヤマ・オフィスから所属事務所を移籍、ベンヌ所属となる。
2013年2月24日をもって、サーターアンダギーが解散。同年4月にベンヌからアワーソングスクリエイティブに移籍する。
2013年5月15日に、所属事務所内レーベル・ブランニューミュージックからアルバム『Second Departure』でソロデビュー。単独のコンサート開催やイベント出演など、ソロ歌手として活動する。同年11月発売のセカンドアルバム『You & I』は、オリコンインディーズランキングにて週間1位（アルバム週間ランキングは14位）を記録する。ソロデビュー以降、水島康貴がアルバムの編曲・音楽プロデュースを担っている。

## ディスコグラフィ

### DVD
- 松岡卓弥 5大都市ツアー 〜もっといろんな街で唄いたい〜（2014年3月5日）
- THE CLIPS（2015年3月18日）

### 参加作品
- 新選組リアン「沖縄に行きませんか」（2010年9月、アルバム『上京物語』収録） - コーラス
- ビーチボーイズ「ビーチボーイズ」（2011年7月） - コーラス
- JOY「長い間 Duet with 松岡卓弥」（2013年1月、アルバム『JOY COVERS』収録） - デュエット

### タイアップ
| 曲名            | タイアップ                                                                        |
| --------------- | --------------------------------------------------------------------------------- |
| 瞬間            | よみうりテレビ『カミングアウトバラエティ!! 秘密のケンミンSHOW』エンディングテーマ |
| 茜色            | 群馬テレビ「JOYnt!」エンディング・テーマ                                          |
| 未来のために    | 群馬テレビ『JOYnt!』エンディングテーマ                                            |
| EMERGENCY       | 日本テレビ『徳井と後藤と麗しのSHELLYが今夜くらべてみました』1月エンディングテーマ |
| Sky So Blue     | 日本テレビ系 「バズリズム」 POWER PLAY                                            |
| You are the sun | 千葉テレビ「BRUSH UP BOUT」エンディングテーマ                                     |

### その他楽曲
・君へと　【作詞/作曲:宮原まお】
・You are the sun　【作詞/作曲:宮原まお】
・Happy song for you 【作詞/作曲:宮原まお】
・伝えたい想い　【作詞/作曲:宮原まお】

## 出演

### 舞台
- マイホーム・オン・ザ・ビーチ 〜ヘキサな海の家〜（2010年8月、東京グローブ座） - 借金取り 役
- コカンセツ!〜再演〜（2011年9月、天王洲銀河劇場）※ゲスト出演
- Return To ZERO〜何かを失ってしまった人々へ〜（2012年1月、CLUB CITTA'）※ゲスト出演
- 不思議な町の王子様（2012年2月、シアターサンモール） - 桐生レイラ 役
- コントンクラブ〜image6〜（2012年4月、シアターサンモール）
- 浮遊するfitしない者達（2012年7月、紀伊國屋ホール） - 加藤晴海 役
- abc★赤坂ボーイズキャバレー 3回表〜自分に喝を入れて勝つ!（2012年8月 - 9月、赤坂ACTシアター/シアターBRAVA!） - 桃井健 役
- ダブルブッキング!（2013年1月、本多劇場ほか） - 菅紀之 役
- 絶対彼氏。（2013年3月、シアター1010） - 浅元ソウシ 役
- 交響劇「船に乗れ!」（2013年12月、東急シアターオーブ） - 生田寛 役
- ザ・オダサク 愛と青春のデカダンス（2014年4月 - 5月、神奈川芸術劇場/京都四條南座） - 瀬崎三郎 役
- 覇権DO!!〜戦国高校天下布武〜（2016年7月、新宿村LIVE） - 主演・サトシ 役[19]
- 眠れぬ夜のホンキートンクブルース第二章〜キセキ〜（2016年8月 - 9月）
  - 眠れぬ夜のホンキートンクブルース第三章〜覚醒〜（2017年4月）
- ミュージカル「ふしぎ遊戯-蒼ノ章-」（2018年10月13日 - 21日、全労済ホール / スペース・ゼロ）- 亢宿 役[20]
- DYNAMIC CHORD the STAGE（2019年5月11日 - 15日、ヒューリックホール東京）- King 役[21]

### 映画
- クジラのいた夏（2014年） - 町田 役[22]

### バラエティ
- クイズ!ヘキサゴンII（2010年1月 - 2011年9月、フジテレビ）
  - 先述通り当初はサーターアンダギーの楽曲披露時のみ出演し、解答者としての初出演は2011年3月2日放送分となっている。
- 方言彼氏。（2013年10月 - 12月、東名阪ネット6・ひかりTV）

### 歌番組
- BLUSH UP BOUT!!（2019年9月22日 - 、千葉テレビ）　歌唱曲「You are the SUN」

### オーディション番組
- 現役歌王JAPAN（2025年7月20日 - 、BS日テレ）

### ラジオ
- Music Spice!（2013年4月 - 2015年3月、FM-FUJI） - 月曜パーソナリティ
- 松岡卓弥のガムシャラジオ（2015年4月 - 2017年3月、FM-FUJI）
- コタクラジオ（2017年4月 - 、FM-FUJI）

### ミュージックビデオ
- Dear「幸せになりたい。feat.CLIFF EDGE」（2011年11月、ポニーキャニオン）